# لويس بيت
لويس بيت (بالفرنسية: Louis Robert Bate)‏ هو نحات ورسام فرنسي، ولد في 10 أكتوبر 1898 في بوردو في فرنسا، وتوفي في 1 مارس 1948 في دا لات في فيتنام بسبب تعذيب.